# Abba Mahamat Moussa
 (octobre 2024).
Pour les articles homonymes, voir Moussa.
Abba Mahamat Moussa, né en 1955 à Kousseri et mort le 12 avril 2018, est le sultan, chef supérieur de premier degré dans le logone et chari Région de l'Extrême-Nord Cameroun.

## Biographie
Abba Mahamat Moussa est le sixième fils du sultan Mahamat Moussa qui a régné au sultanat de Kousseri,,.

### Intronisation
Abba Mahamat Moussa succède son feu père le sultan Mahamat Moussa le 28 septembre 2012. 